# Pasching
Pasching osztrák község Felső-Ausztria Linzvidéki járásában. 2020 januárjában 7629 lakosa volt. 

## Elhelyezkedése

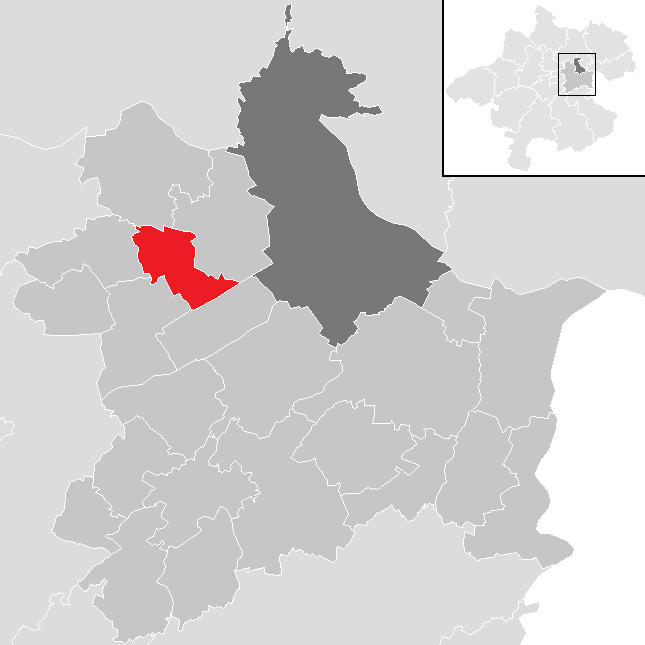
Pasching a Linzvidéki járásban

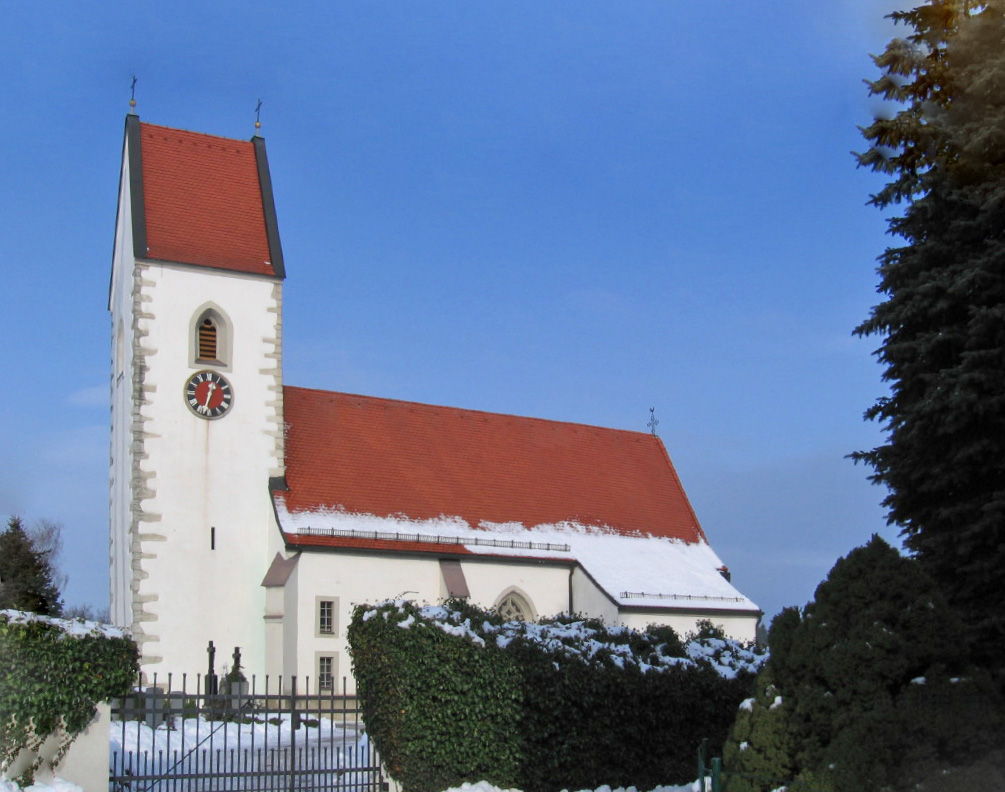
A Keresztelő Szt. János-plébániatemplom

Pasching a tartomány Traunviertel régiójában fekszik a Traun alsó szakaszának völgyében, a Grundbach patak mentén. Területének 5,6%-a erdő, 74,4% áll mezőgazdasági művelés alatt. Az önkormányzat 5 településrészt és falut egyesít: Aistental (10 lakos 2020-ban), Langholzfeld (3574), Pasching (2514), Thurnharting (481) és Wagram (1050).  
A környező önkormányzatok: északra Wilhering, északkeletre Leonding, délkeletre Traun, délnyugatra Hörsching, nyugatra Kirchberg-Thening.  

## Története
A község területe az újkőkor óta lakott. A Bajor Hercegséghez tartozó régió a 12. században került Ausztriához. 
Pasching községet a 18. század derekén hozták létre Mária Terézia utasítására a szórványosan lakott, jórészt erdős vidéken. Középkori temploma környékén 1755-ben még csak 40 házat számláltak össze. A napóleoni háborúk során a települést több alkalommal megszállták. 
A köztársaság 1918-as megalakulása után Pasching Felső-Ausztria tartomány része lett. Miután a Német Birodalom 1938-ban annektálta Ausztriát, az Oberdonaui gauba sorolták be. A második világháború után az ország függetlenné válásával ismét Felső-Ausztriához került. 

## Lakosság
A paschingi önkormányzat területén 2020 januárjában 7629 fő élt. A lakosságszám a második világháború után ugrásszerűen megnőtt, amikor bácskai, bánáti, erdélyi német menekülteket telepítettek le a községben. A későbbiekben is jelentősen gyarapodott, a közeli Linzből kiköltözők miatt. 2018-ban az ittlakók 84,9%-a volt osztrák állampolgár; a külföldiek közül 2,4% a régi (2004 előtti), 5,8% az új EU-tagállamokból érkezett. 4,8% a volt Jugoszlávia (Szlovénia és Horvátország nélkül) vagy Törökország, 2,2% egyéb országok polgára volt. 2001-ben a lakosok 69,8%-a római katolikusnak, 9,2% evangélikusnak, 1,9% ortodoxnak, 3,8% mohamedánnak, 12,3% pedig felekezeten kívülinek vallotta magát. Ugyanekkor 46 magyar élt a mezővárosban; a legnagyobb nemzetiségi csoportokat a német (89,8%) mellett a törökök, a horvátok és a szerbek alkották 2,1-2,1-2,1%-kal. 
A népesség változása:

| 2016 | 7 274 |
| 2018 | 7 552 |

## Látnivalók
- a későgótikus Keresztelő Szt. János-plébániatemplom jellegzetes, nyeregtetős tornyával.

## Híres paschingiak
- Birgit Minichmayr (1977-) színésznő

## Fordítás
- Ez a szócikk részben vagy egészben  a   Pasching című német Wikipédia-szócikk ezen változatának fordításán alapul.  Az eredeti cikk szerkesztőit annak laptörténete sorolja fel. Ez a jelzés csupán a megfogalmazás eredetét és a szerzői jogokat jelzi, nem szolgál a cikkben szereplő információk forrásmegjelöléseként.